# Desierto de Polond
El desierto de Polond, o Kavire-e-Polond (en persa: :کویر پلوند‎), también conocido como el desierto de Mozaffari (en persa: :کویر مظفری‎), es un desierto situado 40 kilómetros al oeste de Ferdows, Provincia de Jorasán del Sur, Irán.